# Aporrhiza paniculata
Aporrhiza paniculata är en kinesträdsväxtart som beskrevs av Ludwig Radlkofer. Aporrhiza paniculata ingår i släktet Aporrhiza och familjen kinesträdsväxter. Inga underarter finns listade i Catalogue of Life.